# بني ناصر (المحابشة)

تعديل مصدري - تعديل

بني ناصر هي إحدى قرى عزلة حجر بمديرية المحابشة التابعة لمحافظة حجة، بلغ تعداد سكانها 120 نسمة حسب تعداد اليمن لعام 2004.